# رنگین‌کمان (فیلم ۲۰۰۵)
«رنگین‌کمان» (انگلیسی: Rainbow (2005 film)) یک فیلم است که در سال ۲۰۰۵ منتشر شد.